# Rol marítimo
El rol, en el ámbito marítimo, proviene del latín rotulus, cilindro. Es una licencia que otorga el comandante de una provincia marítima, a modo de pasaporte, al capitán de un buque y en la cual consta la lista de la marinería del buque.